# 血管成形術
血管成形術又称血管擴張手術、球囊動脈成形術、血管造形手術，香港俗称通波仔，泛指為血管進行擴張的醫學手術，通常用以治療動脈硬化。目前最廣泛進行的血管成形術，為針對心臟冠狀動脈的冠狀動脈成形術。